# Eutinio
El eutinio (en griego: εὐθύναι) era un magistrado de control de la democracia ateniense. Había 10 eutinios, uno por tribu, que estaban asistidos por veinte paredras (dos cada uno). Los eutinios se sentaban ante la estatua del héroe éponimo de cada tribu ática. Recibían a todos los hombres libres (ciudadanos y foráneos) que deseaban iniciar un procedimiento judicial contra un magistrado que había sido liberado tras rendir sus cuentas. Si el eutinio juzgaba la demanda pertinente, reenviaba el asunto a un tribunal de los demos, si el asunto era de naturaleza privada, y hacia las tesmostetas si afectaba la propiedad pública.